# Fourchette à escargot
 (septembre 2024).
La fourchette à escargot est un type de fourchette de plus petite taille qu'une fourchette de table ordinaire et dont les deux dents se terminent en pointe effilée pour attraper aisément l'escargot cuit dans sa coquille.
Elle s'accompagne généralement d'une pince à escargot qui permet de tenir la coquille de l'escargot sans risque de se brûler et de se salir les doigts.

## Photographies

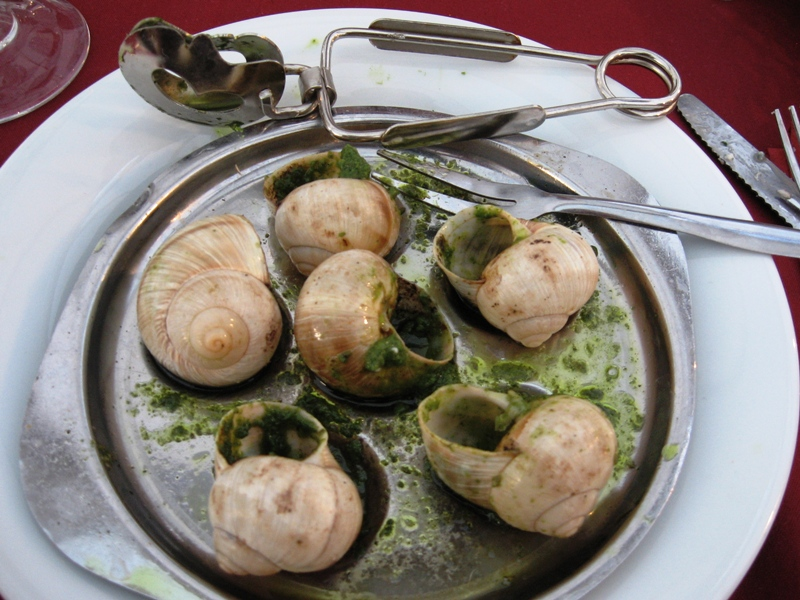
Plat d'escargots de Bourgogne.
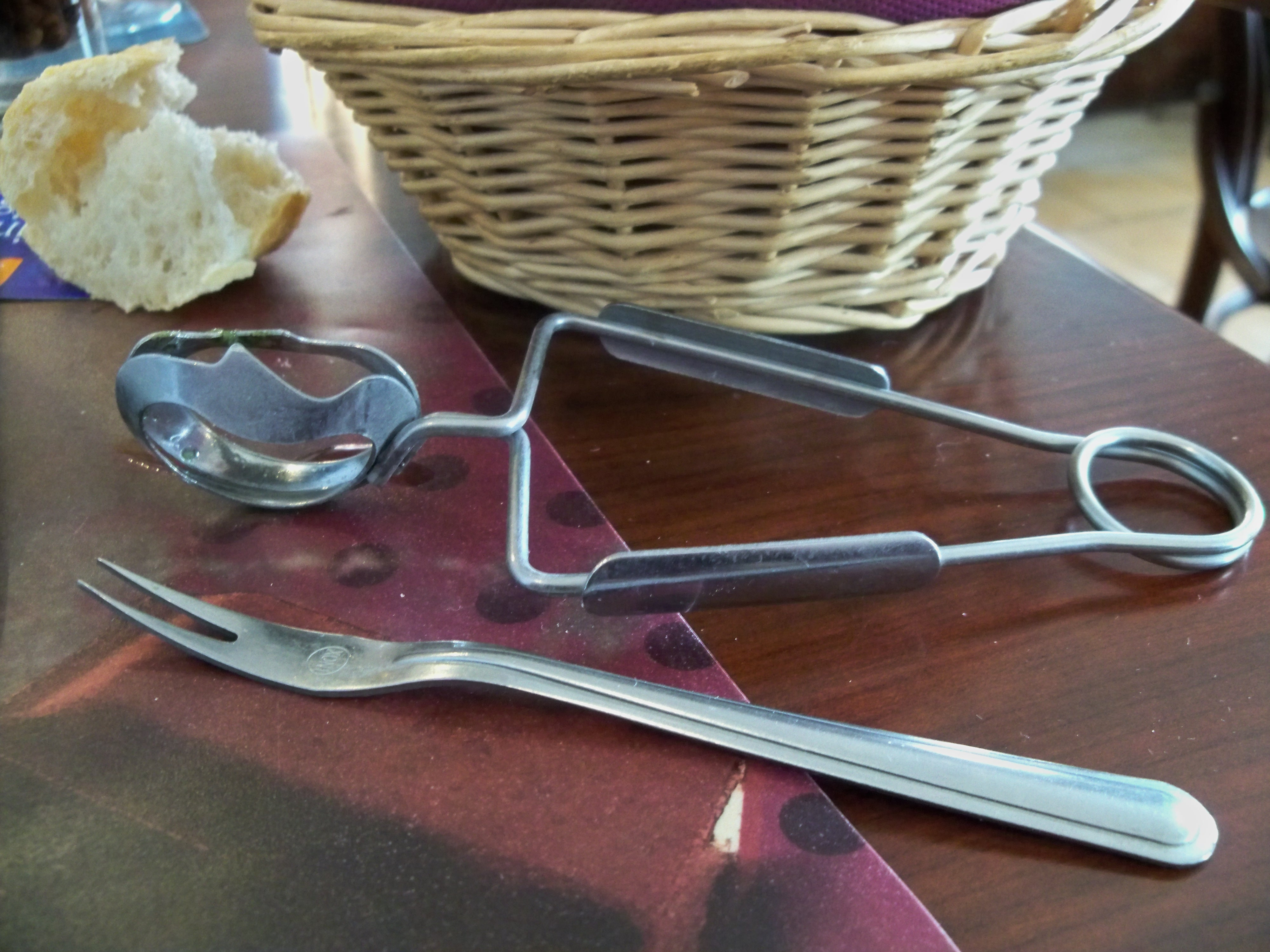
Couverts à escargots.
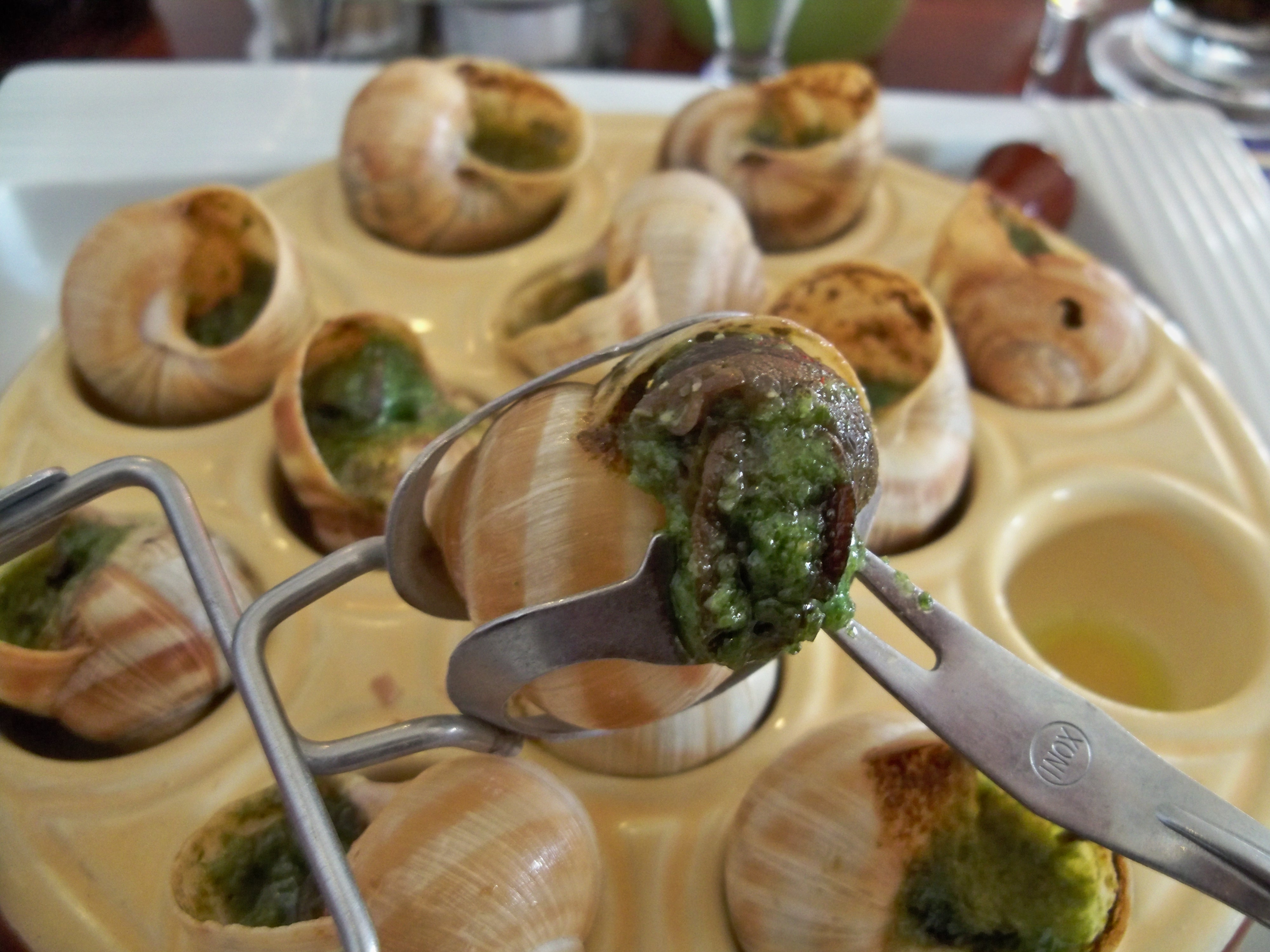
Utilisation.